# Ǧ̈
Cette page contient des caractères spéciaux ou non latins. S’ils s’affichent mal (▯, ?, etc.), consultez la page d’aide Unicode.
Ǧ̈ (minuscule : ǧ̈), appelé G caron tréma, est un graphème utilisé comme lettre latine additionnelle dans la romanisation de l’écriture manichéenne. Il s’agit de la lettre G diacritée d’un caron et d’un tréma suscrit. 

## Utilisation
Dans la romanisation de l’écriture manichéenne, ‹ ǧ̈ › translittère le jhayin ‹ 𐫂 ›. 

## Représentations informatiques
Le G caron tréma peut être représenté avec les caractères Unicode suivants :
- composé (latin étendu B, diacritiques) :

| formes    | représentations | chaînes de caractères | points de code | descriptions                                      |
| --------- | --------------- | --------------------- | -------------- | ------------------------------------------------- |
| capitale  | Ǧ̈               | Ǧ◌̈                    | U+016A U+030C  | lettre majuscule latine g caron diacritique tréma |
| minuscule | ǧ̈               | ǧ◌̈                    | U+016B U+0308  | lettre minuscule latine g caron diacritique tréma |

- décomposé (latin de base, diacritiques) :

| Formes    | Représentations | Chaînes de caractères | Points de code       | Descriptions                                                    |
| --------- | --------------- | --------------------- | -------------------- | --------------------------------------------------------------- |
| capitale  | Ǧ̈               | G◌̈                    | U+0047 U+030C U+0308 | lettre majuscule latine g u diacritique caron diacritique tréma |
| minuscule | ǧ̈               | g◌̈                    | U+0062 U+030C U+0308 | lettre minuscule latine g u diacritique caron diacritique tréma |